# Wereldbibliotheek

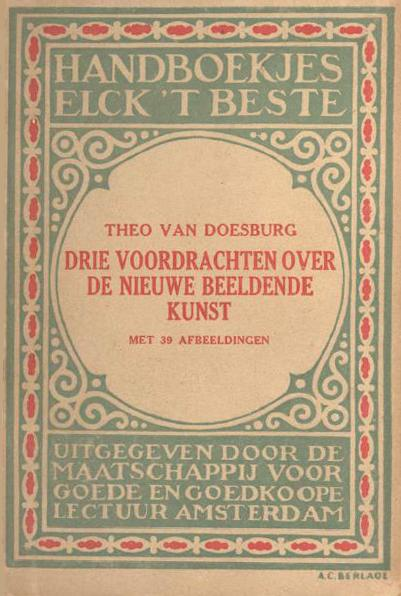
A.C. Berlage. Omslagontwerp van de reeks 'Elck 't Beste' uitgegeven door de Maatschappij voor Goede en Goedkoope Lectuur. ca. 1912.

Uitgeverij Wereldbibliotheek is een van de oudste uitgeverijen in Nederland (opgericht door Leo Simons in 1905) onder de naam Maatschappij voor Goede en Goedkoope Lectuur. Later werd deze uitgeverij omgedoopt tot Wereldbibliotheek. Literatuur stond in de beginperiode niet te boek als een renderende uitgeefactiviteit. Met vele WB-uitgaven werd een begin gemaakt met het publiceren van literaire klassieken en belangrijke internationale auteurs.
Het is een uitgeverij (gevestigd in Amsterdam), die indertijd gespecialiseerd was in het uitgeven van vertaalde wereldliteratuur. Van 1925 tot 1948 was Nico van Suchtelen directeur, eerst naast Leo Simons, vanaf 1930 als zijn opvolger. De eerste uitgave, De Historie van mejuffrouw Sara Burgerhart van Betje Wolff en Aagje Deken, was een groot succes. Vele bekende auteurs uit de Nederlandse en uit de wereldliteratuur zouden volgen, zoals: Louis Couperus, Dante, Freud, Goethe, Multatuli, Arthur Schopenhauer, Spinoza, Charles Dickens, Darwin en Tagore. De monumentale tiendelige editie van de verzamelde werken van Joost van den Vondel, verschenen in 1927-1937, geldt als de definitieve uitgave van deze dichter. Inmiddels zijn ongeveer 3.500 titels verschenen.
In januari 2014 werd Wereldbibliotheek overgenomen door uitgeverij Nieuw Amsterdam. Podium voegde zich in 2019 toe waarna de organisatie in 2020 werd omgedoopt tot Park Uitgevers. De uitgeverij specialiseert zich per 2024 in het uitbrengen van vertaalde en Nederlandstalige fictie. De andere genres van het fonds zijn herverdeeld binnen Park Uitgevers.

## Wereldbibliotheek-Vereniging
Vroeger kende de uitgeverij een eigen vereniging ter ondersteuning van de uitgeverij: De Wereldbibliotheek-Vereniging deze werd opgericht in 1925. De leden kregen korting op uitgaven van de Wereldbibliotheek en een ontvingen enkele malen per jaar een premie-uitgaafje. In totaal zijn er 233 premies gemaakt voor de Vereniging die op haar hoogtepunt 30.000 leden telde.

## Vormgeving
Veel aandacht werd door de Wereldbibliotheek besteed aan de vormgeving van de boeken, tientallen bekende kunstenaars hebben voornamelijk voor 1940 als boekbandontwerper voor de uitgeverij gewerkt. Vooral de fraaie, tussen 1922 en 1930, uitgegeven Winterboeken waren vanwege de door bekende kunstenaars ontworpen banden en kleurenillustraties bijzonder in trek. Enkele voorbeelden van bekende kunstenaars die in opdracht voor de uitgeverij hebben gewerkt zijn Herman Hana en Johan H. van Eikeren.

## Bekende auteurs
Het fonds groeit nog steeds met titels van bekende auteurs als Isabel Allende, Elena Ferrante, Sándor Márai en Alberto Moravia. Na de herstructurering in 2024 worden ook de werken van Claire Keegan, Elif Shafak, Danielle Zevin uitgegeven door Wereldbibliotheek.

## Vertaalde fictie

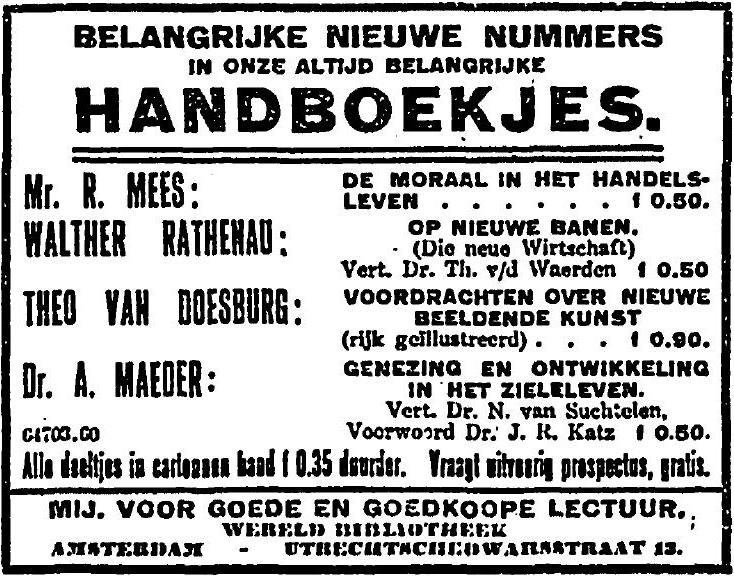
Advertentie in de Nieuwe Rotterdamsche Courant in 1927

Tot de bekendste auteurs van het fonds behoren:
- Isabel Allende
- Emily Brontë
- Sándor Márai
- Johannes van Melle
- Peter Bieri
- Alberto Moravia
- Elena Ferrante

## Nederlandse fictie
Onder meer:
- Dimitri Bontenakel
- Marco Kamphuis
- Richard Osinga
- Arjaan van Nimwegen

## Non-fictie
Tot deze categorie behoren onder meer bekende filosofen en wetenschappers als:
- Peter Bieri (publiceert fictie onder het pseudoniem Pascal Mercier)
- Antonio Damasio
- Sigmund Freud
- Goethe
- Arthur Schopenhauer
- Spinoza
- Voltaire
- Thomas Paine

## Poëzie
Een greep:
- Esther Blom
- Hans Dekkers
- Annemarie Estor
- Hans Groenewegen
- Marc Kregting
- Liesbeth Lagemaat
- Sybren Polet
- Pim te Bokkel
- Peter Theunynck
- Lies Van Gasse
- Jabik Veenbaas

## Honderdjarig bestaan
In 2005 bestond uitgeverij Wereldbibliotheek 100 jaar. Ter gelegenheid daarvan is een aantal boeken uit het oude fonds in herdruk gebracht. In het najaar van 2010 verscheen de speciale jubileumuitgave:  'Boeken van een veelomvattende verscheidenheid'. Honderd jaar Wereldbibliotheek 1905-2005. Ook verschenen in dat jaar de jubileumuitgaves Monogrammen van Wereldbibliotheek 1905-1940 naar de collectie van Rob Aardse en de Fondslijst Wereldbibliotheek 1905-2005.

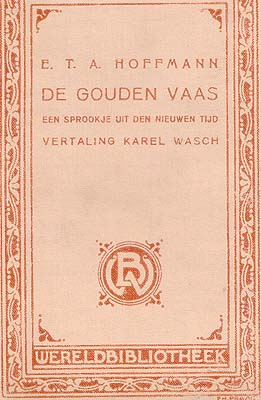
Een vroege uitgave van de Wereldbibliotheek (1915)